# Morulina verrucosa
Morulina verrucosa is een springstaartensoort uit de familie van de Neanuridae. De wetenschappelijke naam van de soort is voor het eerst geldig gepubliceerd in 1903 door Börner.